# 土山駅
土山駅（つちやまえき）は、兵庫県加古郡播磨町野添にある、西日本旅客鉄道（JR西日本）山陽本線の駅である。駅番号はJR-A77。「JR神戸線」の愛称区間に含まれている。
敷地の一部は明石市二見町に跨る。

## 歴史
- 1888年（明治21年）12月23日：山陽鉄道の明石駅 - 姫路駅間の開通と同時に開業[1][3]。旅客・貨物の取り扱いを開始[3]。
- 1906年（明治39年）12月1日：山陽鉄道の国有化により官設鉄道（国鉄）の駅となる[3]。
- 1909年（明治42年）10月12日：線路名称制定。山陽本線の所属となる。
- 1923年（大正12年）3月18日：別府鉄道土山線が開業し当駅に乗り入れ。
- 1980年（昭和55年）6月1日：貨物の取り扱いを廃止[3]。駅構内東側に有蓋車用車扱貨物ホームが設けられていた。
- 1984年（昭和59年）2月1日：別府鉄道土山線が廃止[1]。国鉄単独駅に戻る。
- 1985年（昭和60年）3月14日：荷物扱い廃止[3]。
- 1987年（昭和62年）4月1日：国鉄分割民営化により、西日本旅客鉄道（JR西日本）の駅となる[3]。
- 1988年（昭和63年）3月13日：路線愛称の制定により、「JR神戸線」の愛称を使用開始。
- 1995年（平成7年）
  - 1月17日：阪神・淡路大震災により、営業休止。
  - 1月18日：西明石駅 - 姫路駅間の復旧により、営業再開。
- 1997年（平成9年）3月8日：JR神戸線標準接近メロディ「さざなみ」導入[5]。
- 1998年（平成10年）2月7日：自動改札機を設置し、供用開始[6]。
- 2003年（平成15年）
  - 11月1日：ICカード「ICOCA」の利用が可能となる。
  - 12月12日：橋上駅舎が供用開始[1][7]。ホームのかさ上げ工事が完成。
- 2006年（平成18年）10月1日：JR京都・神戸線運行管理システム導入。
- 2007年（平成19年）3月18日：駅自動放送を更新。
- 2015年（平成27年）3月12日：入線警告音の見直しに伴い、接近メロディをJR神戸線標準接近メロディ「さざなみ」の音質見直し版に再び変更する[8]。
- 2018年（平成30年）3月17日：駅ナンバリングが導入され、使用を開始する[9]。
- 2023年（令和5年）
  - 5月20日：みどりの券売機プラスを導入[4]。
  - 5月31日：みどりの窓口の営業を終了[4]。

## 駅構造

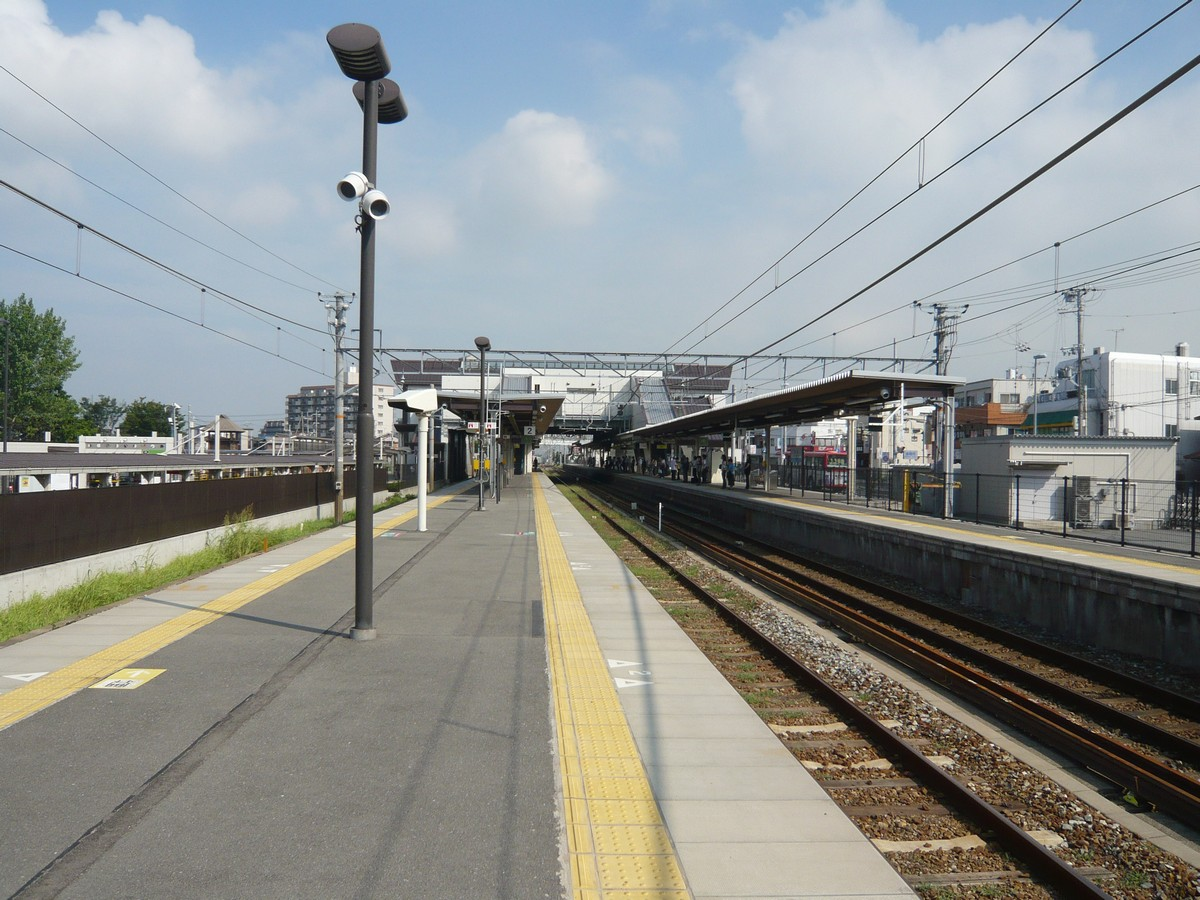
ホーム

単式・島式の複合型2面3線のプラットホームを持つ中線待避構造の橋上駅になっている。ホームの東側は明石市の市域である。
停車列車が主に使用する上り本線は1番のりば、下り本線は3番のりばである。2番のりばは上下線共用の中線である。駅の北東には保線車両などの留置線が2線敷設されている。
かつては南側に別府鉄道のホームがあり、3面5線の広大な構内だった。また、駅ホームの南側には貨物輸送のために留置線が2線設置されていたほか、山陽本線とも線路は直接つながっていた。
直営駅（加古川駅の被管理駅）。アーバンネットワークエリアに属しており、ICOCA及び提携ICカード利用可能駅である。

### のりば
| のりば | 路線     | 方向 | 行先             | 備考          |
| ------ | -------- | ---- | ---------------- | ------------- |
| 1      | JR神戸線 | 上り | 三ノ宮・大阪方面 | 一部2番のりば |
| 2・3   | JR神戸線 | 下り | 加古川・姫路方面 |               |

上表の路線名は旅客案内上の名称（愛称）で表記している。
2番のりばは平日に新快速・特急の通過待ちを行う列車が使用する。土曜・休日ダイヤでは当駅での通過待ちはしないが一部列車が使用する。緊急時の折り返しにも対応しており、事故などでダイヤが乱れた場合、当駅で運転打ち切りおよび当駅 - 姫路方面間で見合わせになることがある。
平日に2番のりばに停車する列車はドア横の開閉ボタンで開け閉めする。
2・3番のりばが島式ホームとなっていることから、2番のりばは3番のりばと一括で姫路方面のホームと案内されている。

## ダイヤ
始発・終電付近を除き、1時間に4本以上が停車する。朝時間帯は本数が多くなり、三ノ宮・大阪方面で終点まで各駅に停車する普通電車の設定がある。

## 利用状況
「兵庫県統計書」によると、2023年（令和5年）度の1日平均乗車人員は12,552人である。
駅がある播磨町、明石市のほか、隣接する加古川市、稲美町から（まで）の利用者も多い。
近年の1日平均乗車人員は以下の通りである。
| 年度   | 1日平均 乗車人員 |
| ------ | ---------------- |
| 1999年 | 13,908           |
| 2000年 | 13,697           |
| 2001年 | 13,415           |
| 2002年 | 13,158           |
| 2003年 | 13,122           |
| 2004年 | 13,285           |
| 2005年 | 13,598           |
| 2006年 | 13,829           |
| 2007年 | 13,910           |
| 2008年 | 14,034           |
| 2009年 | 13,776           |
| 2010年 | 13,879           |
| 2011年 | 14,052           |
| 2012年 | 14,302           |
| 2013年 | 14,481           |
| 2014年 | 14,083           |
| 2015年 | 14,418           |
| 2016年 | 14,449           |
| 2017年 | 14,481           |
| 2018年 | 14,329           |
| 2019年 | 14,201           |
| 2020年 | 11,481           |
| 2021年 | 11,481           |
| 2022年 | 11,657           |
| 2023年 | 12,552           |

## 駅周辺
- 北東に地方型商店街が隣接する。
- 圓満寺（徒歩10分）
- 兵庫県立考古博物館[1]（徒歩15分）
- 播磨大中古代の村（徒歩15分）
- 播磨町郷土資料館（徒歩15分）
- はりま病院
- イオン土山店
- 加古川市立平岡東小学校
- スーパーマルハチ 二見店
- マルアイ土山店・播磨店
- 明石市立二見北小学校
- 明石市立二見北幼稚園
- 二見北小学校区コミュニティーセンター
- コーナン明石二見店
- 播磨町立蓮池小学校
- BiVi土山
- 明石西インター
- ディオ明石店
- トライアル明石西インター店

駅前商店街通りと国道2号線の交差点付近に明石市と加古川市と播磨町の境界線が交わっている。駅の名前は加古川市の地名である土山だが駅の住所は播磨町野添である。ホームは播磨町と明石市に分割されている。

## バス路線
土山駅（駅北口）
- 神姫バス
  - 1系統：明石駅
  - 2系統：上新田北口
  - 3系統：母里

土山駅南口（播磨町側）
- 神姫バス
  - 13系統：加古川駅

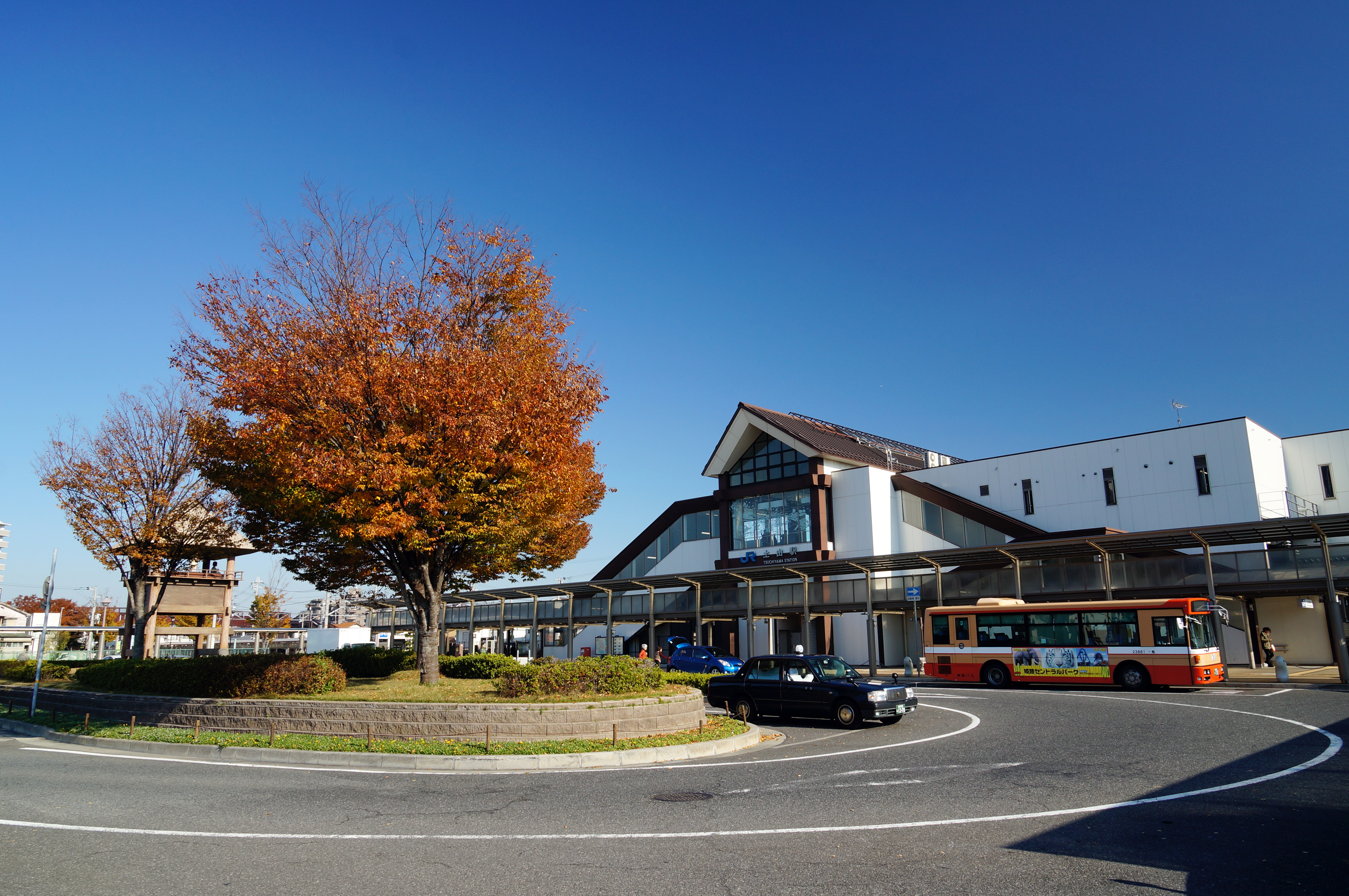
駅前（南口）ロータリー

  - 31系統・34系統：東加古川駅・加古川医療センター
  - 32系統：新島中央公園

土山駅南口（明石市側）
- 山陽バス
  - 70系統：東新島方面
  - 72系統：南二見21番
- Tacoバス
  - 14 清水西ルート：清水西口方面
  - 15 二見ルート（右回り・左回り）：山陽西二見駅・二見市民センター・山陽東二見駅方面

以前は国道土山停留所（少し離れた国道沿い）と加古川駅との間にバスがあったが、2017年9月30日をもって廃止になった。現在は明石駅との間のみである。

## 隣の駅
西日本旅客鉄道（JR西日本）
 JR神戸線（山陽本線）
■新快速
通過
■普通（西明石から快速となる列車を含む） 
魚住駅 (JR-A76) - 土山駅 (JR-A77) - 東加古川駅 (JR-A78)

### かつて存在した路線
別府鉄道
土山線
中野駅 - （川崎車輛工場前信号所） - 土山駅
明治期には当地と舞鶴市を結ぶ土鶴鉄道の構想があった。